# 首次登頂
首次登顶，在登山运动中指在历史上首次成功且有记录的登至一座山峰的顶端，或指第一次按特定的攀登路线登山，成功进行了首次登頂的人被称为首次登顶者。

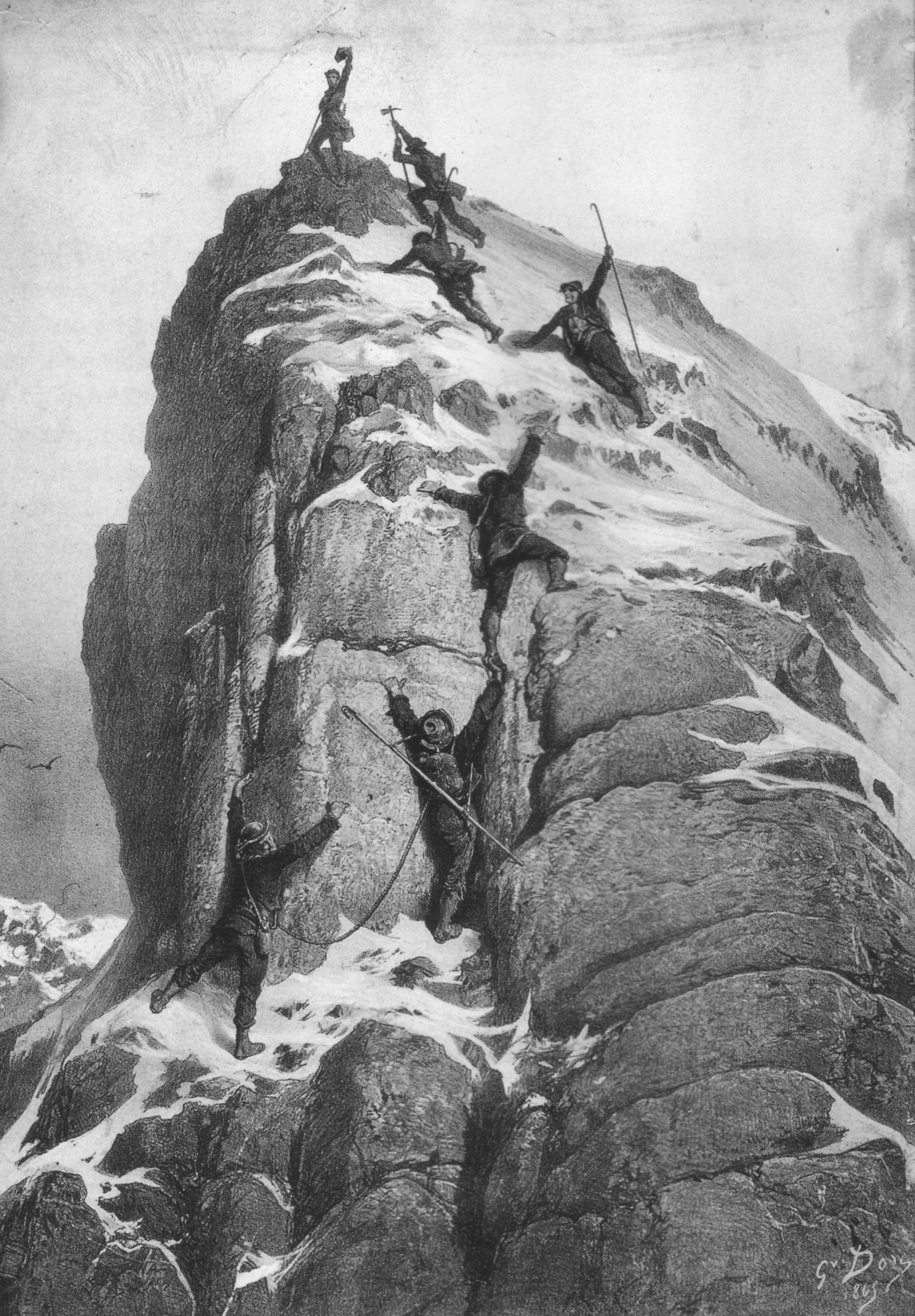
1865年7月14日
爱德华·温珀（Edward Whymper）等人首次登顶马特洪峰

首次登顶的非凡之处在于，有时（特别是在目标山峰环境恶劣或险峻的情况下）需要多年的准备和对该地区的彻底探索。在许多情况下，第一次攀登尝试都失败了。由于缺乏有关天气和地形的经验，风险也明显更高。

## 引用
1. ↑  . ISBN 978-1-844-03798-8.
2. 1 2  . Dorling Kindersley. 2015. ISBN 978-0-241-19890-2.
3. ↑  . ISBN 978-1-594-85887-1.
4. ↑  . Random House. ISBN 978-0-307-88716-0.